# Канеяма (Ямаґата)

38°53′0″ пн. ш. 140°20′22″ сх. д. / 38.88333° пн. ш. 140.33944° сх. д.
Канея́ма (яп. 金山町, かねやままち, МФА: [kanejama mat͡ɕi̥]) — містечко в Японії, в повіті Моґамі префектури Ямаґата. Станом на 1 жовтня 2008 площа містечка становила 161,79 км². Станом на 1 січня 2009 населення містечка становило 6556 осіб.